# Druida
A druidák az ókori kelta társadalom legmagasabb osztályrendjét alkották a nemesekkel együtt, az Alpoktól északra és a Brit-szigeteken élő kelta társadalmakban, amíg a vallást ki nem szorította a Római Birodalom hite, illetve a kereszténység. A druidák egyszerre voltak papok, döntőbírók, gyógyítók és tudósok. A druida szertartások a gallok kultúrájának is részét képezték.
A druidizmus felélesztésére tett modern kísérlet az újpogány újdruidizmus .

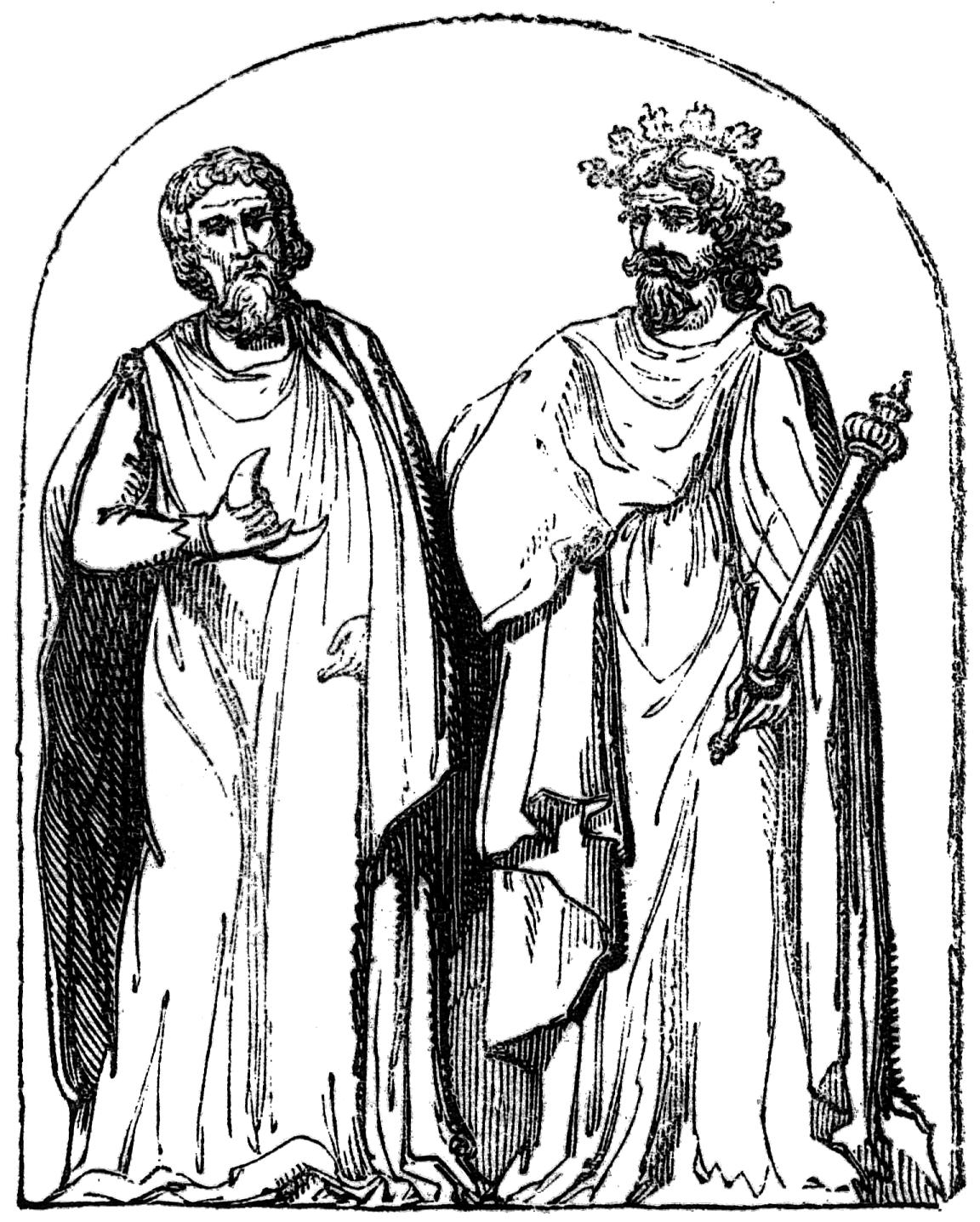
Két druida rajza egy 1845-ös publikációban, amely a franciaországi Autunben talált relief alapján készült

## A név eredete
A The American Heritage Dictionary of the English Language szótár (4. kiadás, 2000) szerint az angol druid szó végső soron a deru vagy dreu- indoeurópai szótőből ered, amelynek jelentése "szilárdnak, keménynek lenni". Ugyanebből a szótőből származik a "fa" jelentésű tree szó, a "bízni" jelentésű trust szó és a "kibírni" jelentésű endure szó stb. az angolban, és hasonló jelentések fejlődtek ki más indoeurópai nyelvekben is, amely nyelvcsaládhoz a proto-kelta nyelv, a latin és a görög nyelv is tartoznak.
A druida jelentésű latin druides és az antik görög szerzők által a keltákkal kapcsolatban említett Δρυίδης szavak a proto-keltában *druwid, druwis, illetve druwids alakban rekonstruálhatók, és a deru + weid indoeurópai szótövekhez vezetnek. A weid szótő jelentése "látni" lehetett, de a jelentéskörhöz tartoztak a "látnok", "bölcsesség", "tudás" is és ezek a jelentések felbukkannak az indoeurópai nyelvek e tőből származó szavaiban.
A görög és latin druides nagyon hasonlít az óír druídecht szóra (kiejtve /'driː.ðʲext/), amiből a "varázslat" jelentésű modern ír Irish draoiocht (kiejtve /'driː.oxt/) szó származik. Ezekkel közös eredetű lehet a walesi nyelv "látnok" jelentésű dryw (/drɨu/) szava is. A modern írben drúa (/'druːə/) jelenti a druidát, ami az óír druí (/druiː/) szóból származik. Ez utóbbiból lett a mai ír "varázsló" jelentésű draoi (/'driː/) és a mai ír nyelv "bájoló" jelentésű druidh (/drij/) és "varázsló" jelentésű draoidh (/drɰːj/) szavai.

## Történet

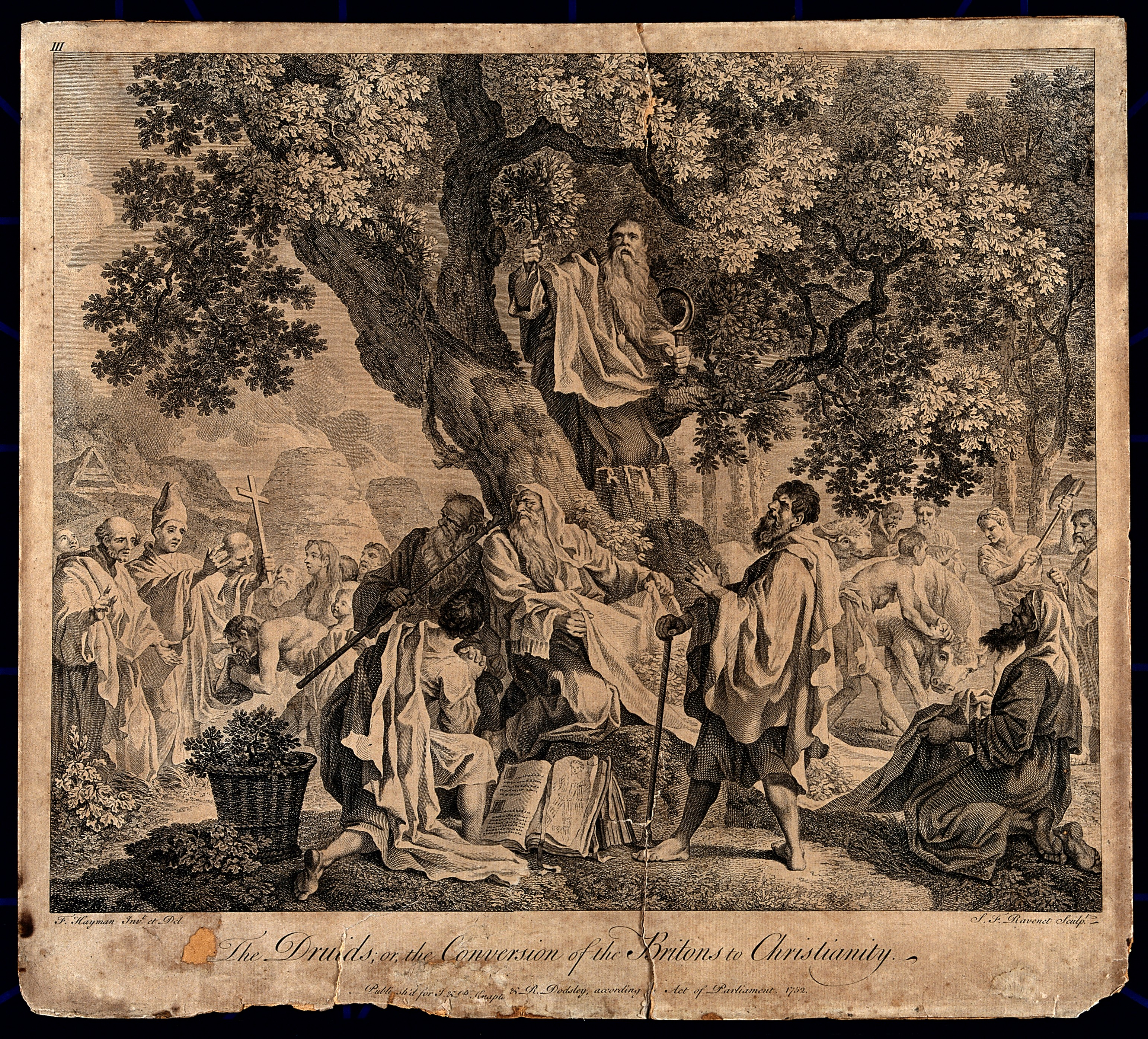
Druida főpap szent tölgyfaággal. Hitük szerint Samhain ünnepén az élők és a holtak világa közti korlát megszűntét tisztelték, az őszi napéjegyenlőség és a leghosszabb téli nap között

A druidizmus kezdeteiről nagyon szűkösek a források, még azt sem lehet tudni, hogy a vaskori La Tène-kultúra késői részének mélyreható társadalmi átalakulása szülte, vagy ellenkezőleg, az ezt megelőző korok bölcsességét és hagyományait volt hivatva megőrizni a változások közepette.
Ebből a tudásból nagyon keveset közvetítenek számunkra a források. A druida bölcsesség nagy mennyiségű, fejből megtanult versben öröklődött: bizonyos források szerint ezek elsajátításához 20 évre volt szükség. Híres druida tanítóközpont volt a wales-i Anglesey (Ynys Môn) varázserejűnek tartott tavainál, ahová messze földről, Európa különböző részeiből érkeztek a druidák, de arról nem maradt fenn forrás, mit tanítottak itt. A szájhagyomány útján őrzött druida szent énekekből, imaformulákból, varázsversekből még fordításban sem maradt fenn egy sem és a hozzájuk kapcsolt legendák is mind csak római és keresztény interpretációk.
A druidákról szóló legkorábbi, ismert feljegyzések a Kr. e. 3. századból származnak. Sok tudós úgy véli, hogy sokkal régebb óta jelen vannak, de sajnos kevés bizonyíték van, ami ezt alátámasztaná. 
A kereszténység felvétele után a druidák spirituális feladatait gyakran közvetlenül a püspökök és az abbék vették át. 

## Jellemzők
A druidák mentesültek a katonai szolgálat alól, és nem kellett adót fizetniük. Mint az ősi, íratlan törvény tudósai és őrzői, a köznép fölötti törvényi ítélkezés jogkörét is birtokolták. Úgy tűnik, a legszigorúbb büntetés amit kiszabtak, a társadalomból való kizárás, azaz egyfajta kiközösítés volt. 
Középkori, a 12. századból származó ír kéziratok – amik egészen a 8. századig visszanyúló szövegeken alapulnak – számos történetet tartalmaznak, amelyben a druidák a király fontos tanácsadóiként tűnnek föl. Ezekben a történetekben a druidáknak olyan erőket tulajdonítanak, amelyeket akár természetfölöttinek is nevezhetnénk. Például meg tudták jósolni a jövőbeli eseményeket: a druida Bec mac Dé megjósolta az írek legfőbb királyának, Diarmait mac Cerbaillnek († 565 körül) a halálát, nagyobb pontossággal, mint három keresztény, szent bölcs együttesen. 
Több istenben hittek, ugyanakkor az istenek közt tiszteltek bizonyos természeti elemeket is, mint a nap, a hold, a csillagok, tölgyfákat, egyéb növényeket – mint a fagyöngy és a magyal –, ligeteket, hegycsúcsokat, patakokat, tavakat. A tűz több istenség jelképe volt egyszerre és a nappal és a tisztasággal kapcsolták össze.
Az ünnepeiket gyakran szent ligetekben vagy szent kutak és más természeti képződmények közelében tartották. A druida többistenhitben vagy panteizmusban az istenek összetettek voltak és mindenütt jelenvalók. A flóra és a fauna az istenek kifejeződései vagy különböző oldalai voltak, amelyek üzeneteket közvetíthettek vagy előjeleket adhattak az istenek szándékairól. 
A lélekvándorlásban hittek (püthagorasz-féle), azaz hogy a halál után a lélek nem pusztul el, hanem egyik emberből a másikba költözik. 
A vallási szertartásaikat szinte kizárólag szabadtéren tartották, gyakran az erdőben, vagy jól meghatározott szent ligetekben. Valószínűleg sok szertartás során mutattak be áldozatot, amelyek állatok voltak, de számos római író azt állítja, hogy a kelták embereket is áldoztak. Ennek igazságára nincs régészeti bizonyíték, és talán a rómaiak arra használták ezeket az állításokat, hogy igazolják uralmukat egy "primitívebb" kultúra fölött. 

## Ünnepek
Naptárukat a nap, a hold és vegetáció ciklusai határozták meg. Régészeti bizonyítékok vannak rá, hogy szertartásokkal ünnepelték a nap-éj egyenlőséget, illetve az év leghosszabb és legrövidebb napját, illetve a hold és a vegetáció ciklusainak négy más kiemelt napját. Ezek közül az Imbolc (Imbolg) a tavasz érkeztét, a Beltane (Beltain) a tavasz után kiteljesülő életet, a Lughnasadh Lugh napisten hatalmát, Samhain az élők és a holtak világa közti korlát megszűntét jelképezte.
E négy utóbbi ünnep időzítését a telihold jelenléte, illetve a természet ciklikus változásai határozták meg. Imbolg félúton, teliholdkor volt a tavaszi napéjegyenlőség és a téli legrövidebb nap között, Beltane a tavaszi napéjegyenlőség és a nyári leghosszabb nap között, Lughnasad a leghosszabb nyári nap és az őszi napéjegyenlőség, Samhain az őszi napéjegyenlőség és a leghosszabb téli nap között. Az Imbolg elemei megőrződtek a február 2-án tartott amerikai és kanadai mormotanap (Groundhog Day) ünnepben, a Beltané, a Samhainé a Halloween ünnepekben.

## A római források

### Caesar
A druidákról Caesar Commentarii de bello Gallico („A gall háború”) című műve adja a legteljesebb képet. Caesar megjegyzi, hogy Gallia ranggal és megbecsüléssel rendelkező lakói vagy a druidák, vagy a nemesek közé tartoznak. A druidák alkották a tanult papi osztályt, akik az íratlan ősi törvények tudóiként ítélkezhettek is. Büntetéseik közül a legrettegettebb a társadalomból való kitagadás volt.
A druida nem örökletes kaszt volt. Kiváltságaik közé tartozott, hogy nem kellett katonai szolgálatot teljesíteniük és mentesek voltak az adófizetés alól.
A druidák minden utasításukat szóban adták, bár Caesar szerint a galloknak egyéb célokra már létezett egy görög karaktereket használó írása. (Caesar ebben valószínűleg korábbi írókra támaszkodik, mert az ő idejére a gallok már a latin írásra tértek át. A druida szóbeliség miatt, és mert a gall nyelvet ekkor már kezdte kiszorítani a latin, druida dokumentum – ha egyáltalán valaha létezett ilyen – nem maradt fenn).
Caesar leírja, hogy a druidák tanításának egyik legfontosabb pontja, hogy a lélek nem hal meg és a halál után más testbe költözik. Több ókori író ennek alapján arra a megalapozatlan következtetésre jutott, hogy a druidákra a görög filozófus, Püthagorasz gyakorolt hatást. Caesar azt is megjegyezte, hogy a druidák hittek a törzs védőszellemében, amelynek nevét „Dis Pater” alakban fordította latinra, a görög Hadész római megfelelőjére utalva.
Caesar említi, hogy a druidák kiközösítéssel büntethették a társadalom tagjait, kitiltva őket a vallási szertartásokról.
Caesar azt is állította, hogy a druidák évente egyszer találkozót tartottak a Carnutes törzs földjén.

### Diodórosz, Sztrabón
Kevesebb első kézből származó információval rendelkező írók, mint Diodórosz és Sztrabón szintén értekeztek a druidák szerepéről a gall társadalomban. Diodórosz a tanult osztályt három csoportra osztotta: bárdokra; jövendőmondókra és druidákra, és ez utóbbiakról azt jegyzi meg, hogy filozófusok és teológusok. (Az OBOD nevű angliai újdruida szervezet saját nevébe foglalta ezt a hármas felosztást.) Sztrabón némileg más felosztást alkalmaz: a druidák (az erkölcsfilozófia és a természet működésének ismerői), a bárdok és a vatesek (jövendőmondók és a természettudományok ismerői). Mindketten megjegyezték, hogy a druidák akkora tekintéllyel rendelkeztek, hogy még csatákat is kepesek voltak megakadályozni.
Diodórosz meg nem nevezett források alapján azt állítja, hogy a kelta isteneknek felajánlott áldozatkor druidáknak is jelen kellett lenniük, mivel ők voltak a közvetítők az istenek felé. Azt is írta, hogy gyakran megtörtént: a druidák csatára készülő hadseregek közé álltak, hogy békét teremtsenek.
Diodórosz kiemeli a jövendőmondók szerepét a druida rituálék közben: „Ezek az emberek jövendőt mondanak a madarak röpte és hangjai és a szent állatok áldozatai alapján:… nagyon fontos ügyekben emberáldozatot mutatnak be, kést vágva az áldozat mellébe; megfigyelik, hogyan rándulnak meg tagjai, hogy hull a földre és hogy ömlik ki a vére, és ennek alapján képesek megmondani a jövőt.” Jean-Louis Brunaux a pikárdiai Ribemont-ban és a Gournay-sur-Aronde-ban az 1990-es években végzett ásatásai alapján azt állította, hogy emberáldozatok nyomaira bukkant, de a brit régész Martin Brown szerint valójában a halott hősök bátorságát megörökítő hadi emlékművekről van szó. A cheshire-i Lindow Common mocsarában talált emberi maradványokkal kapcsolatban is felmerült, hogy emberáldozatról tanúskodnak, de a férfi kivégzett bűnöző vagy erőszakos bűncselekmény áldozata is lehetett. A holttest szerepel a British Museum kiállításain.
A druidák Sztrabónnál merőben más színben tűnnek fel: döntőbírók közügyekben és magánvitákban, „a legigazságosabb emberek”.
Az emberáldozat gyanúja a következő két okból merülhetett fel:
- Az egyik pusztán csak egy veszélyes bűnöző kivégzése vagy kivégeztetése. 
- A másik az uralkodóknak egy speciális kiegészítő fogadalommal megkötött örökkévaló házasságából ered. A druidák olyan királyok útját egyengették a trón felé, illetve pártfogolták őket a trónon, akik ún. örökkévaló házasságot kötöttek: Nevezetesen azzal a kiegészítő fogadalommal az ifjú pár részéről (-ugyebár egymás iránt-), hogy ha az egyikük meghal, a másik követi őt a halálba. Lássuk be, hogy logikailag csak ezzel lehetett kiiktatni azt a korabeli praxist, hogy valaki csak azzal a titkos szándékkal kössön házasságot egy komoly személyiséggel, hogy a közelében élve kényelmesen megmérgezhesse, vagy egyéb módon árulhassa el. Az ilyen esetekben, ha az egyik fél meghalt, a druidák kötelessége volt a fogadalom betartásáról gondoskodni.
Hatalmas csapás volt a druidák eme speciális társadalmi pártfogoló gyakorlatára és státuszára az a malőr, hogy Guinevra, Artúr felesége egy ilyen fogadalommal megpecsételt házasságból szökött meg Lancelottal. A legvalószínűbb változat szerint Artúr a számára életveszélyes körülmények ellenére vagy teljesen egyedül, vagy egy kis, és megbízható (-a kényes híreket feleslegesen nem terjesztő-) csapattal indult el az üldözésükre, és a helyzet tisztázására. Artúr eltűnt ebben az üldözésben, és a valódi végkifejlet azóta is az írók és film-forgatókönyv-írók fantáziájában folytatódik, ugyebár meglehetősen változatosan. Ez a szélsőségesen kínos epizód hangsúlyozottan lesújtó csapás volt a druidák közéleti szerepvállalási szándékaira.
Britannia-szerte a síkságon ma is olyan sziklák vannak, amelyek síkságra való kerülése és az elhelyezkedésük földrajzilag talányos. Ezekről azt tartja a néphagyomány, hogy azzal az útvonallal kapcsolatosak, ahol Artúr üldözte a menekülő házasságtörő párt. A népi ajánlások szerint egy követ kell az ilyen sziklák tetejére dobni a házasság fontolgatása előtt, és ha a kő fent marad, nem gurul le, az a megkötendő házasság tartós boldogságának a záloga és előjele.
Artúr a maga részéről minden valószínűség szerint betartotta a fogadalmat, azaz ha a házassága „meghalt”, akkor mintha a szerelme halt volna meg: utána kellett mennie, különben nem lett volna becsülete a társadalom előtt a fogadalom értelmében. Csak remélhetjük, hogy Guinevrával együtt mentek át a másvilágra, nem csak a „halhatatlanságba”. 
Az emberáldozati részt Szabó Tamás fogadalmi lelkész írta: www.druidikusz.shp.hu.

### Pomponius Mela
Pomponius Mela az első szerző, aki arról ír, hogy a druidák képzése titokban folyik, barlangokban és erdőkben. A későbbiekben bizonyos ligeteket, amelyeket a druidizmus szent helyeinek gondoltak, a rómaiak és a keresztények is felégettek, hogy a druidizmust üldözzek. A druidákról az is elterjedt, hogy emberáldozatokat mutatnak be szertartásaikon.  Lehet, hogy ez egyszerűen druidizmusellenes római propaganda volt, de az emberáldozatnak voltak európai hagyományai.

### Császári rendeletek
A druidizmust a rómaiak a rómaisággal összeegyeztethetetlennek tartottak. Augustus rendeletben tiltotta meg a római polgároknak, hogy részt vegyenek druida rítusokban. Plinius beszámol róla, hogy Tiberius idejében a druidákat a Szenátus rendelkezése alapján elnyomták. Ezt a rendelkezést Claudius 54-ben megújította.
Lásd még: Religio illicita

### Tacitus
Tacitus, Suetonius Paulus Mona (Anglesey) szigete elleni támadásáról beszámolva arról ír, hogy a partra szálló római legionáriusok megdöbbentek amikor szembe kerültek egy druidacsoporttal, akik karjukat az ég felé tárva szörnyű átkokat szórtak a betolakodókra. „Katonáinkat, akik azelőtt sohasem láttak ilyet, ez rémülettel töltötte el” – írta Tacitus. A rómaiak azonban hamar erőt vettek félelmükön, megfutamították az ellenséget és kivágták Mona szent ligetét.
Tacitus a Brit-sziget druidáival kapcsolatban is a rendelkezésre álló elsődleges forrás, de látszik, hogy ellenségesen viszonyul a druidákhoz, akik a szemében tudatlan vademberek voltak, akik „azt tekintettek feladatuknak, hogy oltáraikat beborítsák a foglyok vérével és az emberi belsőségek segítségével társalogjanak isteneikkel”. Ronald Hutton professzor szerint „nincs rá bizonyíték, hogy Tacitus szemtanúk jelentéseit használta volna”, és beszámolójának hitelessége megkérdőjelezhető.

## A művészetben
- 2001-ben mutatták be Jacques Dorfmann Druidák alkonya (Vercingétorix) című filmjét, a főszerepeket Christopher Lambert (Vercingetorix), Klaus Maria Brandauer (Julius Caesar) és Max von Sydow (Guttuart druida) játszották.
- René Goscinny Astérix-képregényeinek egyik fontos szereplője Panoramix druida. Valamint az Astérix és a gótok epizódban feltűnik a carnutes-i druidatalálkozó.

## Fordítás
- Ez a szócikk részben vagy egészben  a   Druid című angol Wikipédia-szócikk ezen változatának fordításán alapul.  Az eredeti cikk szerkesztőit annak laptörténete sorolja fel. Ez a jelzés csupán a megfogalmazás eredetét és a szerzői jogokat jelzi, nem szolgál a cikkben szereplő információk forrásmegjelöléseként.